# Барди
Ба̀рди (на италиански: Bardi) е малко градче и община в северна Италия, провинция Парма, регион Емилия-Романя. Разположено е на 625 m надморска височина. Населението на общината е 2335 души (към 2011 г.).